# Tropidophis bucculentus
A Tropidophis bucculentus  a földiboafélék családjának a tagja volt.

## Elterjedése
Kizárólag Navassa szigetén élt. A sziget 5 kilométeres, ezért a faj teljes populációja alighanem mindig is kevés példányból állt. Hossza nagyjából 30–60 cm.

## Kihalása
A faj feltehetőleg az 1800-as években halt ki, a disznók és rágcsálók beavatkozása miatt.